# 紀元前711年
紀元前711年（きげんぜん711ねん）は、西暦（ローマ暦）による年。紀元前1世紀の共和政ローマ末期以降の古代ローマにおいては、ローマ建国紀元43年として知られていた。紀年法として西暦（キリスト紀元）がヨーロッパで広く普及した中世時代初期以降、この年は紀元前711年と表記されるのが一般的となった。

## 他の紀年法
- 干支 : 庚午
- 中国
  - 周 - 桓王9年
  - 魯 - 桓公元年
  - 斉 - 釐公20年
  - 晋 - 哀侯7年
  - 秦 - 寧公5年
  - 楚 - 武王30年
  - 宋 - 殤公9年
  - 衛 - 宣公8年
  - 陳 - 桓公34年
  - 蔡 - 桓侯4年
  - 曹 - 桓公46年
  - 鄭 - 荘公33年
  - 燕 - 繆侯18年
- 朝鮮
  - 檀紀1623年
- ユダヤ暦 : 3050年 - 3051年

## できごと

### 中国
- 魯の桓公が即位した。
- 鄭の荘公と魯の桓公が垂で会合し、祊の田土と許の田土の交換について協議された。
- 鄭の荘公と魯の桓公が越で会盟した。

## 誕生
- 2月13日 -  神武天皇、日本国初代天皇

## 死去
- 燕の繆侯